# Quartet
Quartet är ett musikalbum från 1982 av det brittiska new romantic/syntpopbandet Ultravox.
Det är Ultravoxs sjätte album (det tredje med Midge Ure som sångare). Det spelades in i Air Studios i Montserrat och som producent hade man George Martin, som tidigare arbetat med The Beatles.
3 februari 1983 spelade Ultravox på Hovet i Stockholm på deras The Monument Tour.
1999 gavs en nyutgåva av albumet ut, med b-sidorna från singlarna på albumet.

## Låtlista
Alla sånger är skrivna av Midge Ure, Billy Currie, Chris Cross och Warren Cann.
Låtlistan från originalalbumet
1. "Reap the Wild Wind" – 3:49
2. "Serenade" – 5:05
3. "Mine for Life" – 4:44
4. "Hymn" – 5:46
5. "Visions in Blue" – 4:38
6. "When the Scream Subsides" – 4:17
7. "We Came To Dance" – 4:14
8. "Cut and Run" – 4:18
9. "The Song" (We Go) – 3:56

Bonuslåtar på nyutgivningen 1999:
1. "Hosanna (in Excelsis Deo)" – 4:21 (B-sida till "Reap The Wild Wind")
2. "Monument" – 3:16 (B-sida till "Hymn")
3. "Break Your Back" – 3:27 (B-sida till "Visions in Blue")
4. "Overlook" – 4:04 (B-sida till "We Came To Dance")

## Medverkande
- Warren Cann
- Billy Currie
- Midge Ure
- Chris Cross